# Earth (EOB)
Earth è il primo album in studio da solista del musicista inglese Ed O'Brien, pubblicato a nome EOB nel 2020.
O'Brien, conosciuto soprattutto come chitarrista dei Radiohead, collabora in questo album con numerosi artisti.

## Tracce
1. Shangri-La – 5:47
2. Brasil – 8:27
3. Deep Days – 5:00
4. Long Time Coming – 2:50
5. Mass – 4:10
6. Banksters – 5:08
7. Sail On – 3:27
8. Olympik – 8:38
9. Cloak of the Night – 2:33

## Formazione
- Ed O'Brien – voce, chitarra, basso, programmazioni, percussioni, tastiera
- Flood – produzione, sintetizzatore, chitarra
- Catherine Marks – produzione addizionale (tracce 1, 4, 5, 8), programmazioni
- Alan Moulder – missaggio
- Adam "Cecil" Bartlett – ingegneria, programmazioni
- Caesar Edmunds – missaggio

Altri artisti
- David Okumu – chitarra (2, 4, 8)
- Nathan East – basso (4, 8)
- Omar Hakim – batteria (2, 8)
- Laura Marling – voce (5, 9)
- Colin Greenwood – basso (2)
- Adrian Utley – chitarra (1, 7)
- Glenn Kotche – batteria (5)
- Richie Kennedy – sintetizzatore, percussioni, batteria, programmazioni